# オスターアイシュテット
オスターアイシュテット (ドイツ語: Ostereistedt) は、ドイツ連邦共和国ニーダーザクセン州のローテンブルク（ヴュンメ）郡に属す町村（以下、本項では便宜上「町」と記述する）で、ザムトゲマインデ・ゼルジンゲンを構成する町村の一つである。

## 地理
この町の面積は28.5km2で、農業主体の町である。

## 歴史
この町は1974年の市町村再編によりそれまで独立した町村であったオスターアイシュテットとロックシュテットがオスターアイシュテットとして合併した。この町はザムトゲマインデ・ゼルジンゲンに属す。
ロックシュテット (Rockstedt) という名前は様々に解釈されている。一説には「ワタリガラスの村」あるいは「ヴォータンのカラスの村」を意味するという（ワタリガラス (Kolkrabe) の古語は Rood）。また、ライ麦の村（ライ麦 = Roggen）あるいは果実の村という説もある 。ロックシュテットは1153年に初めて記録されているが、この時にはRocstedeと記述されている。
オスターアイシュテットの名前の由来は明らかでないが、おそらく「オークの土地」 (Eichenstätte) が語源ではないかと推測されている。だがアイケ (Eike) またはエッケハルト (Eckehard）という入植者に由来する説もある。この町はエルベ川水系とヴェーザー川水系との分水界に位置している。町の北部の降水は堀や小川を通ってハンメ川やヴェーザー川に流れ込む。南部の降水はオステ川を経由してエルベ川に流れる。

### 人口推移
- 1996年: 966人
- 1999年: 976人
- 2004年: 971人

（各年の12月31日時点の人口である）

## 行政

### 議会
この町の議会は11議席からなる。

### 紋章
金地に、緑の斜め波帯で二分割。上側には黒いカラス。向かって右下は、それぞれ1つずつドングリをつけた3枚のオークの葉が王冠状に組み合わされて配置されている。

## 文化と見所
ブランデンブルク州ヒンメルプフォルト（フュルステンベルク/ハーフェル）のクリスマス郵便局と同様の試みとしてオスターアイシュテットには「オスターハーゼンツェントラーレ」（復活祭のウサギセンター）がある。子供たちは「ハンニ・ハーゼ（ウサギのハンニちゃん）」に手紙やEメールを送ることができる。このプログラムは毎年復活祭の日曜日に開催される 。復活祭のウサギは、子供たちにイースターエッグ（ドイツ語では Osterei オスターアイ）を運んでくるとされる。

### 建築
- エッケス・フス — 「エッケス・フス」はローテンブルク（ヴュンメ）郡で唯一現存するオーブン小屋である。この建物は1564年に建設された。

## 引用
1. ↑  Landesamt für Statistik Niedersachsen, LSN-Online Regionaldatenbank, Tabelle A100001G: Fortschreibung des Bevölkerungsstandes, Stand 31. Dezember 2023
2. 1 2 3  村の歴史
3. ↑  ザムトゲマインデ・ゼルジンゲンのウェブサイトのオスターアイシュテットのページ
4. ↑  ハンニ・ハーゼのホームページ